# Апрелев, Фёдор Иванович
Фёдор Иванович Апрелев (1763—1831) — русский военный деятель, генерал-лейтенант артиллерии.

## Биография
Родился в семье поручика Ивана Фёдоровича Апрелева (ум. 27.01.1790).
Был определён 18 августа 1776 года во Артиллерийский и инженерный шляхетский кадетский корпус, откуда 21 апреля 1780 года выпущен с чином штык-юнкера в бомбардирский полк. Переименованный в следующем году в унтер-цейхвартеры Санкт-Петербургского арсенала, Апрелев в 1785 году был снова переведён подпоручиком во 2-й канонерский полк, а 16 февраля 1789 года назначен поручиком над мастеровыми — в Дерптский арсенал. 26 января 1792 года, в чине капитана, он переведён на ту же должность в Санкт-Петербургский арсенал и, оставаясь здесь, в 1793 году зачислен во 2-й канонирский полк, а вскоре за тем в фузелерный. 
Занимаясь в арсенале, он изобрёл важный для того времени прибор для заделывания в орудиях раковин. Это изобретение обратило на себя внимание цесаревича Павла Петровича, который поручил в 1792 году Апрелеву исправление орудий гатчинской артиллерии. Прибытие Апрелева в Гатчину ознаменовалось новым направлением деятельности артиллерии войск цесаревича. Павел Петрович поручил ему, по окончании исправления орудий, устроить практическую стрельбу и обучить его артиллеристов. Была сформирована артиллерийская рота, разделенная на 4 капральства: три пеших и одно конное, по 3 орудия в каждом. Существует предание, что покидая Гатчину, Апрелев заместителем указал цесаревичу своего тверского земляка и приятеля Аракчеева. 
В 1797 году Павел I назначил его начальником Санкт-Петербургского арсенала и пожаловал 150 душ крестьян; 29 января 1800 года с производством в генерал-майоры он был назначен членом артиллерийской экспедиции Военной коллегии. 
4 октября 1809 года Ф. И. Апрелев по прошению, за болезнью, был уволен в отставку, но через несколько лет снова вступил на службу в артиллерийскую экспедицию. К концу своей жизни, в чине генерал-лейтенанта, Апрелев состоял помощником генерал-фельдцейхмейстера Великого князя Михаила Павловича по управлению артиллериею.
Умер в возрасте 68 лет, 30 сентября (12 октября) 1831 года и был похоронен под церковью Рождества Христова Пашского погоста в Надкопанье (Новоладожский уезд).
После его смерти имение Усадище, Хвалово, Сырецкое, Дудачкина Гора, Мелекса, Барка, Коленец, Халезево и более 1100 душ крепостных в Новоладожском уезде перешли к жене Анастасии Ивановне (17.10.1778—12.11.1858) и его детям, которых было семеро: два сына — Александр Фёдорович (1798—1836) и Иван Фёдорович (1804—1874) и пять дочерей. Апрелевы были в числе крупнейших помещиков Новоладожского уезда; так, И. Ф. Апрелеву принадлежало 524 крепостных крестьян, а ещё 672 — его матери и сёстрам. Не сумев, приспособится к новым послереформенным условиям они вынуждены были продать свои имения и все земли в Хваловской волости местным купцам, окончательно разорившись.